# Хойбнер, Отто Леонард
Отто Леонард Хойбнер (Гейбнер; 17 января 1812, Плауэн — 1 апреля 1893, Блазевиц) — германский юрист, политик и поэт, один из руководителей Дрезденского восстания 1849 года. Отец дирижёра Конрада Хойбнера и врача Иоганна Отто Хойбнера.

## Биография
Отто Леонард Хойбнер родился в семье адвоката. До 1824 года получал домашнее образование, затем поступил в гимназию св. Августина в Гримме, которую окончил в 1829 году, после чего поступил в Лейпцигский университет изучать право. Успешно завершив обучение, с 1832 года работал в адвокатском бюро своего отца, а в 1834 году получил лицензию адвоката и обзавёлся собственной практикой в родном городе. С 1833 года писал стихи и участвовал в национальном движении, периодически находился под надзором полиции. В 1838—1843 годах был патримониальным судьёй у местного графа в Мюльтрофе и одновременно королевским комиссаром Саксонии по изъятию повинностей в Фогтланде. В 1843 году получил назначение районным магистратом Фрайберга, в 1848 году вошёл в состав Франкфуртского национального собрания, где примкнул к левым. Принимал участие в Дрезденском восстании, был выбран вместе с Тодтом и Чирнером в члены временного правительства; оставался на своём посту до последней минуты, пока из города не выступили последние остатки инсуррекционных войск. В Хемнице его 10 мая арестовали вместе с Михаилом Бакуниным.
Содержался в крепости Кёнигштайн, 28 января 1850 года был по обвинению в государственной измене приговорён к смертной казни, заменённой 12 мая того же года на пожизненное заключение в Вальдхейме. 28 мая 1859 года вышел на свободу по амнистии, объявленной по случаю свадьбы принца Георга, однако без восстановления в правах и без права заниматься адвокатской деятельностью. Осенью 1859 года устроился работать юристом в страховую компанию, в 1862 году стал в ней заместителем директора и в 1865 году директором. В том же году добился возвращения ему гражданских прав и с 1867 года занимался адвокатской деятельностью в Дрездене. Вступил в ряды Германской прогрессистской партии, с 1869 года был членом городского совета Дрездена, в 1869—1871 годах был депутатом нижней палаты парламента Саксонии, а с августа 1871 года вплоть до выхода на пенсию в 1887 году служил в королевском совете Саксонии, внеся большой вклад в развитие и реформирование школьного образования.
Выпустил книгу стихотворений, обширный сборник переводов английской поэзии (1856), книгу тюремных воспоминаний «Klänge aus der Zelle in die Heimath» (1859).